# Monceau-le-Waast
Monceau-le-Waast település Franciaországban, Aisne megyében. Lakosainak száma 216 fő (2022. január 1.). Monceau-le-Waast Barenton-Bugny, Gizy, Grandlup-et-Fay és Samoussy községekkel határos.

## Népesség
A település népességének változása:
| Lakosok száma | 303  | 291  | 259  | 237  | 218  | 212  | 220  | 224  | 223  | 216  |
|               | 1968 | 1982 | 1990 | 2006 | 2013 | 2015 | 2017 | 2019 | 2020 | 2022 |